# Západní polokoule

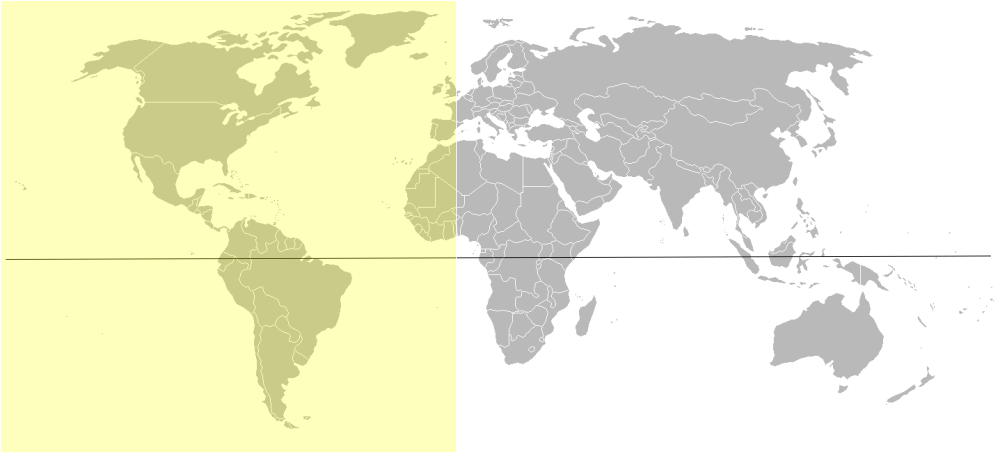
Západní polokoule vybarvena žlutě

Západní polokoule nebo západní hemisféra je pojem označující polovinu Země, která se rozkládá západně od nultého poledníku. Druhá polovina je označována jako východní polokoule. Tento termín se také někdy používá pro označení pouze amerického kontinentu, přestože se zde nacházejí i některé evropské, africké či oceánské země. Jindy se zas jako západní polokoule světa označuje celý Nový svět, tedy včetně kontinentu Austrálie.

## Země ležící na obou polokoulích

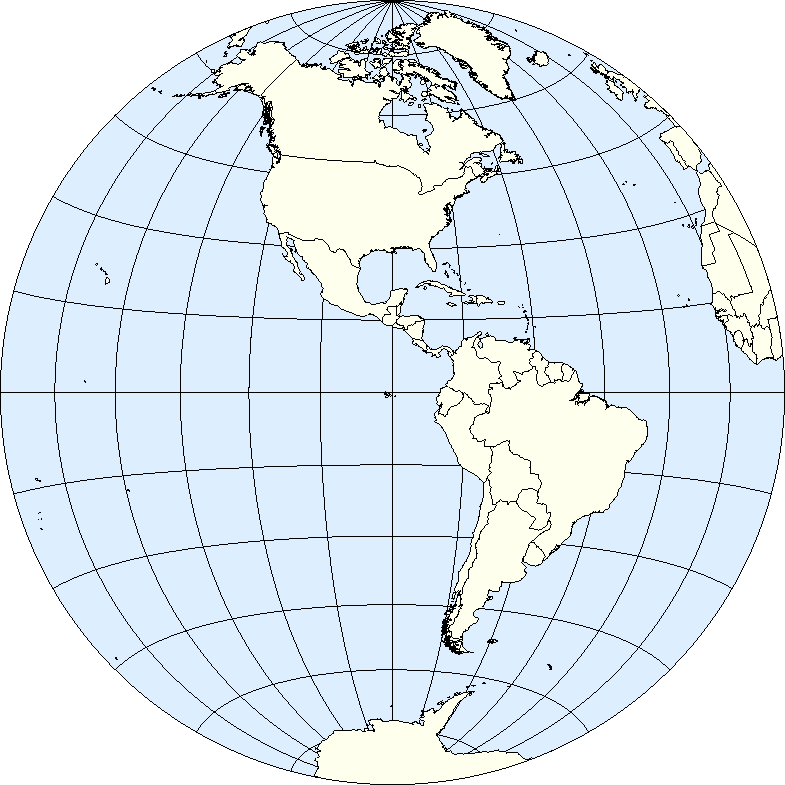
Západní polokoule

Země, jejichž územím prochází základní poledník, od severu na jih:
- Spojené království
- Francie
- Španělsko
- Alžírsko
- Mali
- Burkina Faso
- Togo
- Ghana

Země, jejichž územím prochází 180. poledník, od severu na jih:
- Rusko
- USA
- Kiribati
- Tuvalu
- Wallis a Futuna (Francie)
- Fidži

## Země na západní polokouli mimo americký kontinent
Následující země se úplně nebo částečně nacházejí na západní polokouli, ale nejsou součástí amerického kontinentu.
- Alžírsko
- Americká Samoa (USA)
- Burkina Faso
- Cookovy ostrovy (Nový Zéland)
- Faerské ostrovy (Dánsko)
- Fidži
- Francie
- Francouzská Polynésie (Francie)
- Gambie
- Ghana
- Guinea
- Guinea-Bissau
- Irsko
- Island
- Kapverdy
- Kiribati
- Libérie
- Mali
- Mauritánie
- Maroko
- Niue (Nový Zéland)
- Pitcairnovy ostrovy (Spojené království)
- Pobřeží slonoviny
- Portugalsko
- Rusko
- Samoa
- Senegal
- Sierra Leone
- Spojené království
- Španělsko
- Togo
- Tokelau (Nový Zéland)
- Tonga
- Tuvalu
- Wallis a Futuna (Francie)
- Západní Sahara